# Bathanthidium fengkaiense
Bathanthidium fengkaiense is een vliesvleugelig insect uit de familie Megachilidae. De wetenschappelijke naam van de soort werd voor het eerst geldig gepubliceerd in 2019 door Niu en Zhu.